# 韓殷
韓殷（1425年—？），字阜民，廣東廣州府番禺縣人，民籍，明朝政治人物。進士出身。

## 生平
廣東鄉試第六十名。景泰五年（1454年）甲戌科會試第一百二名，殿試登進士第三甲第二百零四名。

## 家族
曾祖韓子璲，祖父韓穗初，父韓常。從子韓宗堯。